# Anh em Cuphead (phim truyền hình)
Anh em Cuphead (tên tiếng Anh: The Cuphead Show!) là bộ phim truyền hình hoạt hình thuộc thể loại hài cường điệu được phát triển dành cho Netflix của Dave Wasson, được dựa trên trò chơi điện tử Cuphead của hãng Studio MDHR. Chad và Jared Moldenhauer, người sáng tạo của Cuphead, cũng đảm nhận vai trò giám đốc sản xuất bên cạnh Wasson và CJ Kettler từ King Features Syndicate và Cosmo Segurson cũng tham gia với vị trí đồng giám đốc sản xuất.
Bộ phim truyền hình được ra mắt toàn cầu vào ngày 18 tháng 2, 2022 và là một Phim truyền hình Gốc của Netflix, phim nhận được rất nhiều phản hồi tích cực từ cả các nhà phê bình và khán giả, những lời khen về mặt hoạt họa, lồng tiếng, âm nhạc, mánh hài và tông, nhưng một số ý kiến cũng cho rằng bộ phim thiếu nội dung, với cốt truyện của các tập phim bị chỉ trích là "quá rời rạc" và "thường lặp đi lặp lại". Mùa thứ hai của phim được ra mắt vào ngày 19 tháng 8, 2022 và sau đó, mùa thứ ba cũng sớm được phát hành vào ngày 18 tháng 11 cùng năm.

## Cốt truyện
Lấy bói cảnh tại thế giới mang phong cách thập niên 1930 của Đảo Inkwell, Anh em Cuphead sẽ theo chân những cuộc phiêu lưu trắc trở của Cuphead và Mugman, cặp anh em ly cốc được nhân cách hóa, đang sống cùng với người ông lớn tuổi và là người giám hộ, Ông Kettle, trong một ngôi nhà nhỏ hình ấm trà. Câu chuyện của hai anh em sẽ thường xoay quanh cách họ cố gắng thoát khỏi nhiều vấn đề khác nhau, ngoài ra phim cũng sẽ cho ta gặp gỡ cũng như là tương tác với các nhân vật có nguồn gốc từ trò chơi điện tử của hãng. Mặc dù là bộ phim với nhiều tập nhưng cốt truyện chính của phim chính là việc tên phản diện Ác quỷ săn lùng Cuphead để lấy linh hồn, vì hắn tin rằng đó chính là linh hồn của mình sau khi Cuphead thua một trò chơi thu hoạch linh hồn do hắn bày ra mang tên là "Bóng Hồn" nhưng kết quả là hắn luôn bị hai anh em Cuphead và Mugman đánh bại.

## Lồng tiếng
- Tru Valentino lồng tiếng vai Cuphead
- Frank Todaro lồng tiếng vai Mugman
- Grey DeLisle lồng tiếng vai Cô Chalice
- Joe Hanna lồng tiếng vai Ông Kettle
- Cosmo Segurson lồng tiếng vai Porkrind và Elephant
- Wayne Brady lồng tiếng vai King Dice[7]
- Luke Millington-Drake lồng tiếng vai Ác quỷ
- Dave Wasson lồng tiếng vai Henchman và Telephone
- Chris Wylde lồng tiếng vai Ribby
- Rick Zieff lồng tiếng vai Croaks
- Andrew Morgado lồng tiếng vai Stickler
- Keith Ferguson lồng tiếng vai Bowlboy

## Phát triển
Tháng 7 năm 2019, Netflix chính thức thông báo sẽ bật đèn xanh cho dự án Anh em Cuphead. Chad và Jared Moldenhauer từ hãng Studio MDHR sẽ giữ vai trò giám đốc sản xuất bên cạnh C.J. Kettler từ công ty King Features Syndicate, cùng với Dave Wasson và được đồng sản xuất vởi Cosmo Segurson. Clay Morrow và Adam Paloian cũng sẽ đảm nhận vị trí đạo diễn giám sát của phim. Phần hình ảnh hoạt hình của phim sẽ được thiết kế bởi Lighthouse Studios, một công ty con có trụ sở tại Kilkenny giữa Mercury Filmworks và Cartoon Saloon, về phần hoạt hình tĩnh sẽ được tạo dựng bởi Screen Novelties. Trong nỗ lực hoàn thành đúng thời hạn để phát hành trực tuyến của bộ phim, đội ngũ sản xuất của chương trình đã không thể sử dụng các bản vẽ hoạt hình bằng tay như trong trò chơi mà thay vào đó, họ chọn các phương pháp dựa trên việc sử dụng con rối đồng thời đưa vào nhiều yếu tố để phù hợp với phong cách hoạt hình rubber hose (hoạt hình ống cao su) của những năm thập niên 30. Loạt phim được công chiếu lần đầu tại Liên hoan Phim hoạt hình Quốc tế Annecy vào tháng 6 năm 2020 với Ego Plum sẽ đảm nhận vị trí soạn nhạc cho phim.

## Tập phim
Mùa đầu tiên của phim được công chiếu vào ngày 18 tháng 2, 2022 với 12 tập phim. Và Netflix đã đặt hàng để sản xuất tổng cộng 36 tập phim và được chia ra làm ba phần để phát hành. Vào ngày 19 tháng 8 năm 2022, mùa thứ hai với 13 tập phim cũng đã được lên sóng với tập thứ ba và thứ tám có thời lượng khá dài, khoảng 25 phút. Cũng cùng năm đó vào ngày 18 tháng 11, mùa thứ ba của loạt phim với 11 tập phim bao gồm tập đầu tiên và tập cuối dài khoảng 20 phút bên cạnh tập thứ sáu kéo dài 30 phút và trở thành tập phim có thời lượng dài nhất loạt phim.

## Tiếp nhận
Trên trang web tổng hợp đánh giá Rotten Tomatoes, loạt phim đã thành công nhận được 71% từ 17 lời bình luận tương đương với múc điểm là 7.4/10, mang lại cho mùa đầu tiên của phim những nhận xét khá tích cực. Hầu hết các ý kiến đều thống nhất rằng: "Bên cạnh việc Anh em Cuphead đã tái hiện lại phần hoạt hình của trò chơi gốc một cách bắt mắt và trôi chảy thì nó đồng thời cũng là một con tàu đẹp mắt vẫn đang chờ một thứ gì đó lấp đầy." Trên Metacritic, loạt phim cũng nhận được về một số điểm trung bình là 69 từ 4 lời bình luận, "nhìn chung là những đánh giá khá khả quan".
The Escapist đã lưu ý rằng "người hâm mộ và các nhà phê bình đã thất vọng vì sự thiếu sót về mặt nội dung cũng như là tính chất ngắn ngọn của bộ phim, tuy nhiên mục tiêu khán giả mà bộ phim hướng đến là trẻ em và "trẻ em sẽ khám phá một bộ phim hoạt hình vui nhộn và tràn đầy năng lượng và ta có thể thấy rằng những điều ở đây cực kỳ thú vị".
Rafael Motamayor của tờ IGN đã đánh giá loạt phim với số điểm là 9/10 và chia sẻ rằng "Anh em Cuphead mùa đầu tiên đã mang đến những nhân vật đáng nhớ cùng với sự hài hước siêu thực và hình ảnh động đẹp mắt đối với một phiên bản chuyển thể tuyệt vời của trò chơi điện tử gốc này."

## Tán thưởng
Phim đã được đề cử trong Lễ trao giải Emmy dành cho Trẻ em và Gia đình ở hạng mục Phim hoạt hình xuất sắc nhất.